# Šávoľ
Šávoľ (in ungherese Füleksávoly) è un comune della Slovacchia facente parte del distretto di Lučenec, nella regione di Banská Bystrica.